# Aequipecten opercularis
Il canestrello (Aequipecten opercularis (Linnaeus, 1758)) è un mollusco bivalve appartenente alla famiglia dei Pectinidi.

## Descrizione
È caratterizzato da conchiglia a forma rotondeggiante, valva sinistra più convessa di quella destra e costole radiali rilevate e molto spaziate. Le valve hanno orecchiette anteriore e posteriore quasi uguali. La conchiglia ha colori molto variegati tra cui il bianco, il giallo, il rosato e a macchie più intense.
Misura un diametro di 6-7 cm.

## Distribuzione e habitat
Vive su fondali sabbiosi o detritici a non meno di 10 metri di profondità. Sembra che il canestrello abbia la capacità di compiere vere e proprie migrazioni usando come metodo di propulsione il movimento prodotto dall'aprirsi e chiudersi delle valve sulla superficie dell'acqua.